# Metamorphosis (альбом Ulver)
Metamorphosis — первый студийный мини-альбом норвежской группы Ulver, вышедший в 1999 году.

## Об альбоме
Metamorphosis является поворотным в звучании группы, на нём музыканты полностью отказались от метала и перешли к электронной музыке. Изменился и состав группы — полноценный коллектив превратился в дуэт Кристофера Рюгга и Туре Илвисакера.

## Список композиций
| №                   | Название                                    | Длительность |
| ------------------- | ------------------------------------------- | ------------ |
| 1.                  | «Of Wolves & Vibrancy»                      | 4:45         |
| 2.                  | «Gnosis»                                    | 7:59         |
| 3.                  | «Limbo Central (Theme from Perdition City)» | 3:36         |
| 4.                  | «Of Wolves & Withdrawal»                    | 8:55         |
| Общая длительность: | Общая длительность:                         | 25:15        |

## Участники записи
- Кристофер Рюгг (Trickster G.) (Garm) — вокал
- Tore Ylwizaker — программирование
- Håvard Jørgensen — гитары